# Sammy Lelei
Sammy Lelei (* 14. August 1964) ist ein ehemaliger kenianischer Marathonläufer.
1993 siegte er beim Lissabon-Halbmarathon in 59:24; die Strecke erwies sich allerdings als zu kurz. Kurz danach wurde er beim Berliner Halbmarathon Zweiter in 1:00:42 h, zu diesem Zeitpunkt die drittschnellste je gelaufene Zeit über diese Distanz. Im selben Jahr wurde er Fünfter beim Boston- und Achter beim New-York-City-Marathon. Nach einem vierten Platz in New York City 1994 und einem dritten Platz beim Paris-Marathon des darauffolgenden Jahres gelang ihm im Herbst 1995 sein größter Triumph: Beim Berlin-Marathon siegte er in 2:07:02 – nur Belayneh Dinsamo war zuvor schneller über diese Distanz gewesen. 
1996 wurde er Fünfter in Boston und Dritter in Berlin; 1997 konnte er, ebenfalls als Dritter des Berlin-Marathons, mit 2:08:00 zum letzten Mal an seine Fabelzeit anknüpfen. Sammy Leley wurde zeitweise von Dieter Hogen, dem Lebensgefährten Uta Pippigs, trainiert und litt an Malaria.